# Nanuza plicata
Nanuza plicata är en enhjärtbladig växtart som först beskrevs av Carl Friedrich Philipp von Martius, och fick sitt nu gällande namn av Lyman Bradford Smith och Edward Solomon Ayensu. Nanuza plicata ingår i släktet Nanuza och familjen Velloziaceae. Inga underarter finns listade.